# Semos von Delos
Semos von Delos war ein  griechischer Autor um das Jahr 200 v. Chr. Er war der Verfasser geographischer Schriften und einer Studie über Paian.